# Театри Чернівців

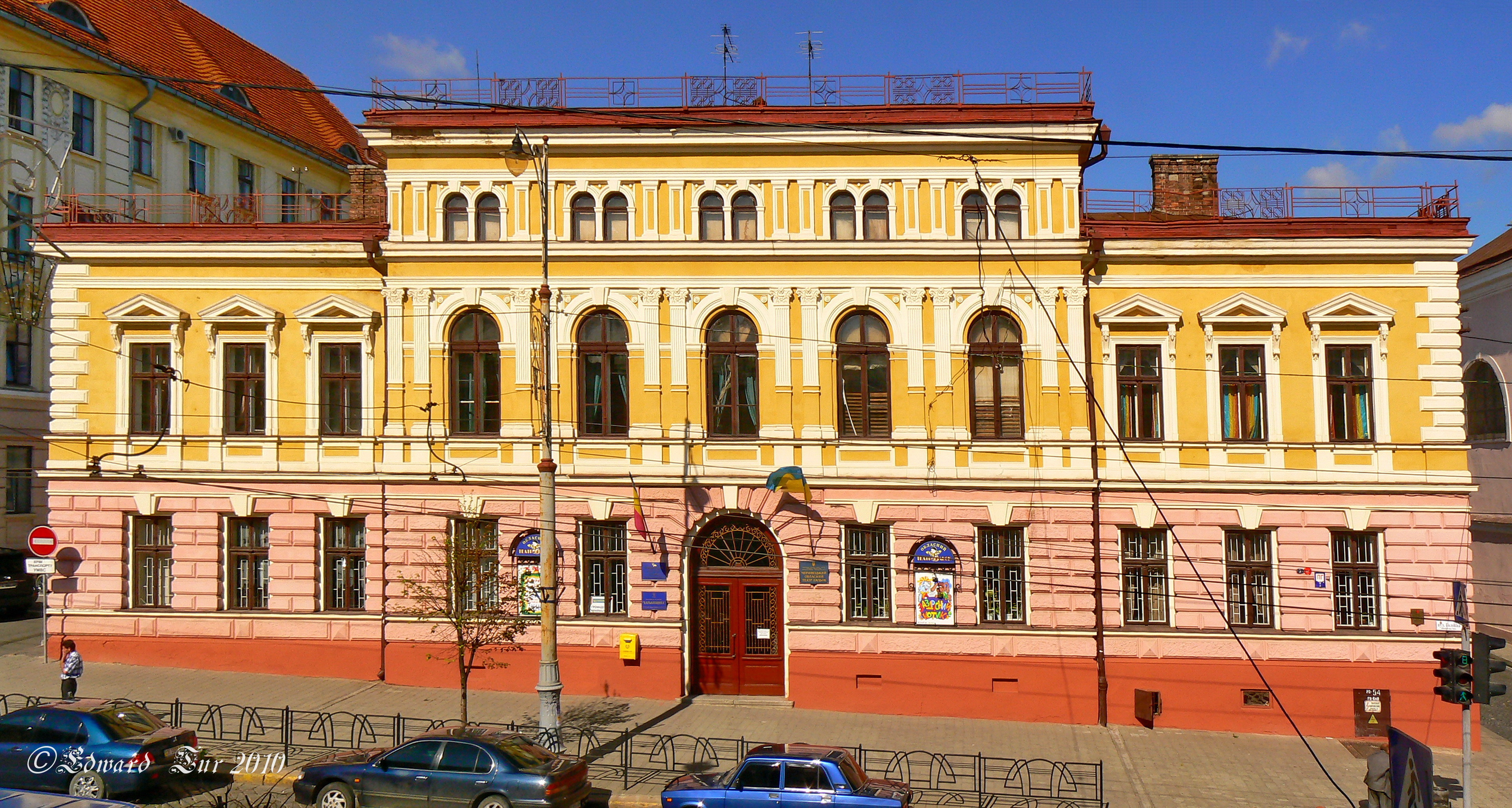
Чернівецький обласний театр ляльок

Чернівецький український музично-драматичний театр імені Ольги Кобилянської

На території Чернівецької області функціонують три театри:
Чернівецький академічний обласний український музично-драматичний театр імені Ольги Кобилянської, Чернівецький обласний театр ляльок і мале приватне підприємство «Духовно-мистецький центр «Голос»». Усі вони розташовані у місті Чернівці.
Упродовж 2009 театрами проведено 640 спектаклів, у тому числі 187 спектаклів — на гастролях по Україні. Глядачам у 2009 було запропоновано 10 нових постановок. У проведенні спектаклів було задіяно 129 працівників артистичного персоналу. Усього спектаклі відвідало 68,6 тис. глядачів і це на 14,9% менше, ніж у 2008.